# James Villiers
James Villiers (Londen, 29 september 1933 - Arundel, 18 januari 1998) was een Brits acteur.

## Levensloop en carrière
Villiers begon zijn carrière in de jaren 50. Een van zijn eerste grote rollen was die van Captain Gregory in de horrorfilm The Damned (1963). In 1981 speelde hij de rol van Bill Tanner in de James Bondfilm For Your Eyes Only. In 1991 speelde hij in de komedie King Ralph met John Goodman en Peter O'Toole. Zijn laatste film was The Tichborne Claimont uit 1998 met Stephen Fry en John Gielgud.

## Filmografie (selectie)
- The Damned, 1963
- Repulsion, 1965
- The Wrong Box, 1966
- Blood from the Mummy's Tomb, 1971
- The Amazing Mr. Blunden, 1972
- Asylum, 1972
- For Your Eyes Only, 1981
- The Scarlet Pimpernel, 1982 (tv-film)
- Under the Volcano, 1984
- King Ralph, 1991
- The Tichborne Claimont, 1998